# Иван Цитович
Иван Иларионович Цитович (на руски: Иван Илларионович Цытович) е руски офицер, генерал-майор, участник в Руско-турската война (1877 – 1878), вкл. в обсадата на Плевен.

## Биография
Цитович е роден на 21 октомври 1836 г. Получава военно образование в Павловския кадетски корпус в Санкт-Петербург, завършва го с чин прапоршчик през 1855 г.
Издига се във военната кариера с чин подпоручик (1856) и поручик (1863). Участва в потушаването на Полското въстание през 1863 г. Повишен е в чин щабс-капитан (1866), капитан от гвардията (1868) и полковник от гвардията (1872). Назначен е за командир на батальон в Лейбгвардейски Литовски полк през 1872 г.
По време на Руско-турската война от 1877 – 1878 г. е командир на 10-ия Малоросийски гренадирски полк. Участва с полка в Обсадата на Плевен. Отличава се в битката при Долна Митрополия от 28 ноември до 10 декември 1877 г., за което е награден с орден „Свети Владимир“ IV степен и златно оръжие „За храброст“.
От 1879 г. е назначен за командир на 119-ти пехотен Коломенски полк, а от 1888 г. с чин генерал-майор е командир на 2-ра бригада от 6-а пехотна дивизия. Умира през 1891 г.

## Награди
- Орден „Света Анна“ III степен (1867)
- Орден „Свети Станислав“ II (1871)
- Орден Императорска корона (1875)
- Златно оръжие „За храброст“ (1878)
- Орден „Свети Владимир“ IV степен с мечове и лъкове (1879)
- Орден „Свети Владимир“ III степен (1883)[1]